# Verbascum kotschyi
Verbascum kotschyi är en flenörtsväxtart som beskrevs av Pierre Edmond Boissier och Hohen.. Verbascum kotschyi ingår i släktet kungsljus, och familjen flenörtsväxter. Inga underarter finns listade i Catalogue of Life.